# 颜允南
颜允南（694年—762年11月30日），字去惑，京兆府长安县（今陕西省西安市）人，祖籍琅邪郡临沂县（今山东省临沂市），唐朝官员。

## 生平
颜允南孝顺父母敬爱兄弟，聪叡精明，从小就以文学而知名，又擅长写草书和隶书，特别擅长五言诗，深深受到伯父濠州刺史颜元孙的赞赏和喜爱。开元十五年（727年），颜允南以挽郎的身份选拔进入糊名考试，成绩优等，出任鹑觚县县尉。颜允南后与堂兄颜春卿、颜杲卿、颜曜卿同时受到吏部侍郎席豫的赞赏看重，当时的舆论都认为是荣耀，很快出任右武卫兵曹。开元二十六年（738年），颜允南的母亲去世，颜允南为母亲守丧而离职，丧期结束后转任右领军录事参军。颜允南与堂姑妈的儿子刘同昇齐名，长大后关系又很好，曾经把自己写的书借给刘同昇，中书舍人孙逖见到后惊叹说：“这是古人的佳作。”颜允南很快出任刘同昇的江南经略判官，又升任大理评事，调到吏部，吏部侍郎达奚珣以颜允南的书法和文理评定为超等，举荐他出任左补阙。唐玄宗曾经写作并亲自撰写《华岳碑》，天宝九载（750年），唐玄宗命令御史大夫王鉷复刻《华岳碑》一百本赐给朝廷大臣，颜允南以两省官，弟弟颜真卿以殿中侍御史的身份各得到一本，当时只有四个家族获得两本。每次朝觐庆贺，宰相以下登皇宫大殿的不过三十人，而颜允南与颜真卿、王鉷穿着专门的服装在含元殿舞蹈，朝觐和宴会，颜允南兄弟必同行列。所以颜允南写诗歌说：“谁言百人会，兄弟皆霑陪。”颜允南又和谏议大夫郑审、郎中祁贤之每次遇到唐玄宗写诗，都会写诗歌唱和，当时的舆论都称赞他们的水平。颜允南很快升任殿中侍御史，因为违抗杨国忠的意见被贬为襄阳郡郡丞，又转任河东司户、京兆士曹。天宝十五年（756年），长安被安史叛军攻陷，唐玄宗逃亡巴蜀，朝廷官员大多从骆谷前往兴道，房琯、李煜、高适等数十人都在其中。中丞田良邱为哥舒翰行军司马，哥舒翰战败后，田良邱还是十分傲慢，念诵着自己的上奏文书说：“哥舒翰向北行军，没有经历过失败，此次大概是因为命运逼近，人神同弃，不是哥舒翰造成的。”众人默然无语。颜允南一个人大声呵斥：“您为什么给叛贼描述祥瑞征兆？”有人因此想要殴打魏仲犀与田良邱是同样的罪行，两人说着道歉的话离去，之前不敢说话的人都赞叹颜允南。不久颜允南出任尚书屯田员外郎，加朝散大夫，升任司膳郎中。颜真卿到黄河以北组织兵力反抗安史叛军，唐玄宗给颜允南驿站马匹前往凤翔府，让兄弟二人相见。颜允南又跟随唐肃宗前往西京凤翔，升任司封郎中。当时颜真卿以尚书兼大夫，弟弟颜允臧又为殿中郎中，兄弟三人同时在台省任职，当时无人可比，舆论非常钦佩羡慕。唐肃宗回到中京长安后，颜允南封金乡县男，加正议大夫、上柱国，又升任国子司业。宝应元年冬十一月，颜真卿自利州被征召前往京城，当时颜允南已经病重，见到弟弟后哭泣说：“我是忍着想要见你”。十一月十日（762年11月30日），颜允南在私人住宅中去世，虚龄六十九，十二月十六日庚申（763年1月4日）葬于万年县凤栖原家族墓地北侧。

## 其他
颜允南的高见卓识在当时称冠，善于与人交往，和同僚朋友的关系特别好。执侍郎寇泚、相国陆象先、尚书陆景融都看重颜允南的才华与名望，与他相见至少要谈上一整天。相国房琯、尚书韦陟、张倚都是颜允南的忘年之交，河南陆据、彭城刘餗、刘秩、陇西李揆、河东裴士淹都是颜允南的莫逆之交，河东敬括、陇西李华、李涵、范阳卢允都是颜允南同僚中的好友。

## 家庭

### 祖父
- 颜昭甫，唐高宗侍读、赠华州刺史[1]

### 父母
- 颜惟贞，唐朝太子文学、薛王友，赠太子少保[3]
- 张氏，封兰陵郡太夫人[4]

### 兄弟姐妹
- 颜阙疑，唐朝杭州参军
- 颜乔卿，唐朝富平县县尉
- 颜真长，考中明经
- 颜幼舆，唐朝左卫率府兵曹
- 颜真卿，唐朝节度采访观察使、鲁郡公
- 颜允臧，唐朝殿中太子中允、江陵少尹、兼侍御史、荆南节度行军司马

### 夫人
- 吴郡陆氏，出自太尉枝，南陈黄门侍郎陆琛玄孙女，唐朝滑州卫南县令陆山仁曾孙女，唐朝湖州司士陆静之孙女，越府会稽县县令陆彦伯长女，大历九年七月十八日己酉（774年8月29日）在东都尊贤里去世，虚龄七十，大历十年七月十八日（775年8月18日）由儿子颜颖护送葬于万年县凤栖原颜家祖墓[2]

### 子女
- 颜颖，唐朝河南府士曹[1][5]
- 颜频，唐朝校书郎，早逝[1][5]
- 颜氏，排行第十九，嫁裴氏[2]